# Flyadeal

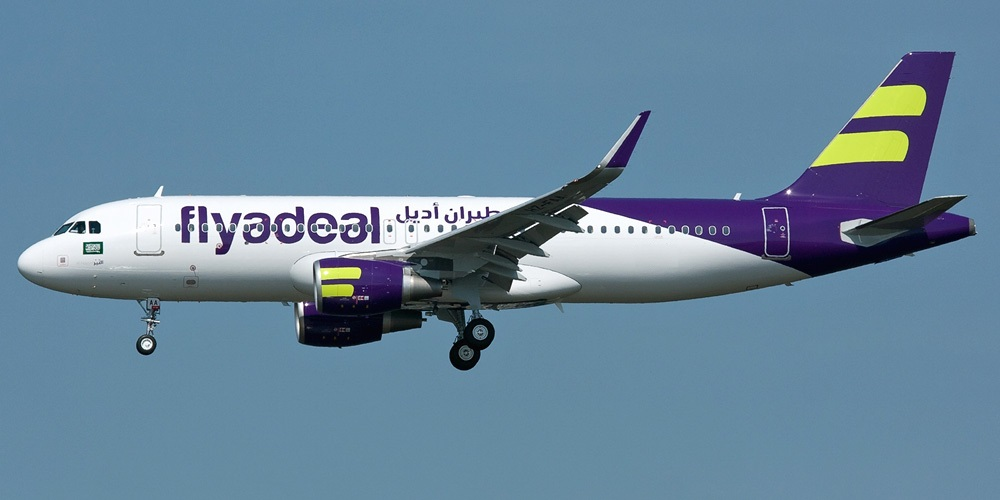
Een vliegtuig van Flyadeal

Flyadeal (Arabisch: طيران أديل) is een Saoedische low-cost luchtvaartmaatschappij gebaseerd op King Abdulaziz International Airport. Het is een dochtermaatschappij van Saudia, de nationale luchtvaartmaatschappij van Saoedi-Arabië. De maatschappij verwacht haar eerste vlucht uit te voeren op 23 september 2017. De eerste vluchten zullen binnenlands zijn.

## Geschiedenis
Op 17 april 2016 maakte Saudia bekend een nieuwe low-cost maatschappij op te richten.

## Bestemmingen
Flyadeal begint met het opereren naar grote bestemmingen binnen Saoedi-Arabië zoals Riyadh en Damman om daarna naar de regionale markt te gaan.

## Vloot
De vloot bestond eind augustus 2017 uit de volgende vliegtuigen:
| Vliegtuig       | Totaal | Orders | Passagiers |
| --------------- | ------ | ------ | ---------- |
| Airbus A320-200 | 5      | 0      | 186        |
| Totaal          | 5      | 0      |            |